# Club Gualberto Villarroel Club Deportivo San José
O Club Gualberto Villarroel Club Deportivo San José, ou simplesmente GV San José, é um clube de futebol boliviano fundado em 16 de julho de 1968 na cidade de Oruro, com o nome em homenagem ao 39º presidente boliviano Gualberto Villarroel López. Manda seus jogos no Estádio Jesús Bermúdez, com capacidade para 33 mil pessoas. O time compete na primeira divisão boliviana desde o ano de 2024.

## História
O clube foi fundado no dia 16 de julho de 1968. No início, ficou vários anos após a fundação sem feitos importantes. Porém, em 2015 o time conquistou o acesso a Primera A da Associação de Futebol de Oruro pela primeira vez em sua história.
Em 2022, o clube foi adquirido pelo empresário Paulo Folster e hoje tem donos paranaenses. Paulo se mudou para Curitiba na infância, onde conheceu sua esposa, Ana Carolina, e teve três filhos, todos paranaenses. Ele tinha uma conexão muito forte com seu país e suas raízes e decidiu refundar o clube de futebol San Jose de Oruro. Paulo Folster e família são os únicos fundadores e donos do clube. Atualmente Paulo é também o presidente e único investidor do clube.
Em 2023, conseguiu o acesso, sendo campeão da Copa Simon Bolívar, nos pênaltis, contra o San Antonio Bulo Bulo, e disputou pela primeira vez a División de Fútbol Profesional, a divisão mais alta do futebol boliviano. Em seu ano de estreia, terminou em 3º lugar, se classificando para uma competição continental pela primeira vez em sua história.
Em 10 de abril de 2025, foi goleado por 5 a 0 pelo Fluminense, em partida válida pela fase de grupos da Copa Sulamericana.

## Troféus

### Nacional
- Copa Simón Bolívar: 2023[3]

### Regional
- Primera B (AFO): 2015